# أفري بروندج
أفري بروندج (بالإنجليزية: Avery Brundage)‏ (مواليد 28 سبتمبر 1887 - 8 مايو، 1975) كان الرئيس الخامس للجنة الأولمبية الدولية خدمة بين عامي 1952-1972. والأميركي الوحيد الذي شغل هذا المنصب، ويذكر أن بروندج بأنه مدافع متحمس للهواة، بسبب مشاركته مع دورة الألعاب الأولمبية الصيفية عام 1936 وعام 1972، التي عقدت على حد سواء في ألمانيا .
ولدت بروندج في ديترويت في عام 1887 لعائلة من الطبقة العاملة، وعندما كان في الخامسة من عمره، انتقلت انتقلت العائلة إلى مدينة شيكاغو , بعد ذلك تخلي الأب عن زوجته وأطفاله في وقت لاحق، أرتاد جامعة إلينوي لدراسة الهندسة، أصبح بطلاً في مسابقات الجري في عام 1912، تنافس في دورة الألعاب الأولمبية الصيفية ، خاض مباراة الخماسي والعشاري ، ولكنه لم يفوز بأي ميدالية ؛ كلتا الأحداث فاز بها جيم ثورب , فاز في بطولات وطنية ثلاث مرات بين عامي 1914 - 1918، وأسس شركته بناء الخاصة، كسب ثروته من هذه الشركة والاستثمارات .
بعد تقاعده من ألعاب القوى، أصبح بروندج مسؤول رياضي، من خلال الارتقاء السريع في صفوف المجموعات الرياضية في الولايات المتحدة. كزعيم للمنظمات الأولمبية أميركا، حارب بحماسة ضد مقاطعة الألعاب الأولمبية الصيفية لعام 1936 ، التي كانت قد منحت لألمانيا لاستضافتها قبل صعود النازية للحكم، والاضطهاد المتصاعد تجاه اليهود لاحقاً , على الرغم من نجاح بروندج في الحصول على فريق أمريكي ممثل لها في دورة الألعاب الأولمبية في برلين ، كانت المشاركة وستظل مثيرة للجدل، انتخب بروندج للجنة الأولمبية الدولية ذلك العام، وسرعان ما أصبحت شخصية رئيس في الحركة الأولمبية، انتخب رئيس اللجنة الأولمبية الدولية في عام 1952.
حارب بروندج كرئيس، بقوة لأبقاء اللعبة للهواة وضد الاستغلال التجاري للألعاب الأولمبية، حتى مع هذه المواقف التي أصبح ينظر إليه باعتباره غير منطقية مع واقع الرياضة الحديثة.
اتسمت فترته الأخيرة كرئيس الألعاب الأولمبية في ميونيخ في عام 1972 بالجدل، في حفل تأبين في أعقاب مقتل 11 رياضيا إسرائيليا من قبل منظمة أيلول الأسود, معلناً انتقاده تسييس الرياضة، ورافضاً إلغاء ما تبقى من دورة الألعاب الأولمبية، على الرغم من التصفيق الذي تلقاه بروندج من قبل الحضور، قراره بمواصلة الألعاب منذ ذلك الحين لاقت انتقادات لاذعة، وأعماله في عام 1936 و 1972 اعتبرت دليلا كمعاداة السامية , بعد التقاعد، تزوج بروندج أميرة ألمانية وتوفي في عام 1975.

## حيايته في وقت مبكر؛ مهنة الرياضية
ولدت في أفري بروندج ديترويت، ميشيغان ، في 28 سبتمبر 1887، وهو ابن تشارلز وميني بروندج

## روابط خارجية
- أفري بروندج على موقع IMDb (الإنجليزية)
- أفري بروندج على موقع الموسوعة البريطانية (الإنجليزية)
- أفري بروندج على موقع مونزينجر (الألمانية)
- أفري بروندج على موقع إن إن دي بي (الإنجليزية)
- أفري بروندج على موقع ديسكوغز (الإنجليزية)
- أفري بروندج على موقع الاتحاد الأمريكي لسباقات المضمار والميدان، قاعة المشاهير (الإنجليزية)
- أفري بروندج على موقع اللجنة الأولمبية الدولية (الإنجليزية)
- أفري بروندج على موقع أوليمبيديا (الإنجليزية)